# 280 Broadway
280 Broadway is een gebouw in het New Yorkse stadsdeel Manhattan. Het staat ook bekend als A. T. Stewart Company Store, Marble Palace of The Sun Building. Het pand uit 1848 wordt gezien als het eerste warenhuis van de Verenigde Staten, en werd opgericht door de ondernemer Alexander Turney Stewart. Later werd het gebruikt als hoofdkantoor van de krant The Sun.
Het is een National Historic Landmark sinds 1978.